# Prefettura apostolica di Guilin
La prefettura apostolica di Guilin (in latino: Praefectura Apostolica Kveilinensis) è una sede della Chiesa cattolica in Cina. Nel 1950 contava 3.968 battezzati su 2.500.000 abitanti. La sede è vacante.

## Territorio
La prefettura apostolica comprende parte della provincia cinese di Guangxi.
Sede prefettizia è la città di Guilin.

## Storia
La prefettura apostolica è stata eretta il 9 febbraio 1938 con la bolla Quo Christi di papa Pio XI, ricavandone il territorio dalla prefettura apostolica di Wuzhou (oggi diocesi).
Nel dicembre 2002 il governo cinese ha preteso di unificare, senza il consenso della Santa Sede, le circoscrizioni ecclesiastiche di Guilin, Beihai, Nanning e Wuzhou creando un'unica diocesi, la diocesi di Guangxi, corrispondente ai confini della provincia civile.

## Cronotassi dei vescovi
Si omettono i periodi di sede vacante non superiori ai 2 anni o non storicamente accertati.
- John Angel Romaniello, M.M. † (10 giugno 1938 - 1983 dimesso)

## Statistiche
La prefettura apostolica nel 1950 su una popolazione di 2.500.000 persone contava 3.968 battezzati, corrispondenti allo 0,2% del totale.
| anno | popolazione | popolazione | popolazione | presbiteri | presbiteri | presbiteri | presbiteri                | diaconi | religiosi | religiosi | parrocchie |
| anno | battezzati  | totale      | %           | numero     | secolari   | regolari   | battezzati per presbitero | diaconi | uomini    | donne     | parrocchie |
| ---- | ----------- | ----------- | ----------- | ---------- | ---------- | ---------- | ------------------------- | ------- | --------- | --------- | ---------- |
| 1950 | 3.968       | 2.500.000   | 0,2         | 39         | 20         | 19         | 101                       |         |           | 13        | 6          |